# Your Love Is My Drug
Your Love Is My Drug is een single van de zangeres Ke$ha (Kesha Sebert) uit de Verenigde Staten. Het is de derde single van haar album Animal. De single kwam in België uit op 13 februari 2010 en in Nederland op 20 februari 2010. In een interview met MTV gaf Sebert aan dat ze het nummer in een vliegtuig schreef, en het later verder uitwerkte met haar moeder, Pebe Sebert.

## Videoclip
In de videoclip is de zangeres te zien in de woestijn, terwijl ze achtervolgd wordt door een geliefde. Ook danst zij met bodypainting, dat met een blacklight oplicht.

## Hitnotering
| "Your Love Is My Drug" in de Nederlandse Top 40 - Binnen: 08-05-2010 | "Your Love Is My Drug" in de Nederlandse Top 40 - Binnen: 08-05-2010 | "Your Love Is My Drug" in de Nederlandse Top 40 - Binnen: 08-05-2010 | "Your Love Is My Drug" in de Nederlandse Top 40 - Binnen: 08-05-2010 | "Your Love Is My Drug" in de Nederlandse Top 40 - Binnen: 08-05-2010 | "Your Love Is My Drug" in de Nederlandse Top 40 - Binnen: 08-05-2010 | "Your Love Is My Drug" in de Nederlandse Top 40 - Binnen: 08-05-2010 | "Your Love Is My Drug" in de Nederlandse Top 40 - Binnen: 08-05-2010 | "Your Love Is My Drug" in de Nederlandse Top 40 - Binnen: 08-05-2010 | "Your Love Is My Drug" in de Nederlandse Top 40 - Binnen: 08-05-2010 |
| Week                                                                 | 1                                                                    | 2                                                                    | 3                                                                    | 4                                                                    | 5                                                                    | 6                                                                    | 7                                                                    | 8                                                                    |                                                                      |
| -------------------------------------------------------------------- | -------------------------------------------------------------------- | -------------------------------------------------------------------- | -------------------------------------------------------------------- | -------------------------------------------------------------------- | -------------------------------------------------------------------- | -------------------------------------------------------------------- | -------------------------------------------------------------------- | -------------------------------------------------------------------- | -------------------------------------------------------------------- |
| Nummer                                                               | 37                                                                   | 28                                                                   | 23                                                                   | 22                                                                   | 23                                                                   | 33                                                                   | 36                                                                   | 40                                                                   | uit                                                                  |

| "Your Love Is My Drug" in de Nederlandse Single Top 100 - Binnen: 01-05-2010 | "Your Love Is My Drug" in de Nederlandse Single Top 100 - Binnen: 01-05-2010 | "Your Love Is My Drug" in de Nederlandse Single Top 100 - Binnen: 01-05-2010 | "Your Love Is My Drug" in de Nederlandse Single Top 100 - Binnen: 01-05-2010 | "Your Love Is My Drug" in de Nederlandse Single Top 100 - Binnen: 01-05-2010 | "Your Love Is My Drug" in de Nederlandse Single Top 100 - Binnen: 01-05-2010 | "Your Love Is My Drug" in de Nederlandse Single Top 100 - Binnen: 01-05-2010 | "Your Love Is My Drug" in de Nederlandse Single Top 100 - Binnen: 01-05-2010 | "Your Love Is My Drug" in de Nederlandse Single Top 100 - Binnen: 01-05-2010 | "Your Love Is My Drug" in de Nederlandse Single Top 100 - Binnen: 01-05-2010 | "Your Love Is My Drug" in de Nederlandse Single Top 100 - Binnen: 01-05-2010 | "Your Love Is My Drug" in de Nederlandse Single Top 100 - Binnen: 01-05-2010 | "Your Love Is My Drug" in de Nederlandse Single Top 100 - Binnen: 01-05-2010 | "Your Love Is My Drug" in de Nederlandse Single Top 100 - Binnen: 01-05-2010 | "Your Love Is My Drug" in de Nederlandse Single Top 100 - Binnen: 01-05-2010 | "Your Love Is My Drug" in de Nederlandse Single Top 100 - Binnen: 01-05-2010 |
| Week                                                                         | 1                                                                            | 2                                                                            | 3                                                                            | 4                                                                            | 5                                                                            | 6                                                                            | 7                                                                            | 8                                                                            | 9                                                                            | 10                                                                           | 11                                                                           | 12                                                                           | 13                                                                           | 14                                                                           | 15                                                                           |
| ---------------------------------------------------------------------------- | ---------------------------------------------------------------------------- | ---------------------------------------------------------------------------- | ---------------------------------------------------------------------------- | ---------------------------------------------------------------------------- | ---------------------------------------------------------------------------- | ---------------------------------------------------------------------------- | ---------------------------------------------------------------------------- | ---------------------------------------------------------------------------- | ---------------------------------------------------------------------------- | ---------------------------------------------------------------------------- | ---------------------------------------------------------------------------- | ---------------------------------------------------------------------------- | ---------------------------------------------------------------------------- | ---------------------------------------------------------------------------- | ---------------------------------------------------------------------------- |
| Nummer                                                                       | 95                                                                           | 93                                                                           | 85                                                                           | 84                                                                           | 90                                                                           | 82                                                                           | 56                                                                           | 76                                                                           | 57                                                                           | 51                                                                           | 65                                                                           | 65                                                                           | 76                                                                           | 77                                                                           | 87                                                                           |

| "Your Love Is My Drug" in de Vlaamse Ultratop 50 - Binnen: 05-06-2010 | "Your Love Is My Drug" in de Vlaamse Ultratop 50 - Binnen: 05-06-2010 | "Your Love Is My Drug" in de Vlaamse Ultratop 50 - Binnen: 05-06-2010 | "Your Love Is My Drug" in de Vlaamse Ultratop 50 - Binnen: 05-06-2010 | "Your Love Is My Drug" in de Vlaamse Ultratop 50 - Binnen: 05-06-2010 | "Your Love Is My Drug" in de Vlaamse Ultratop 50 - Binnen: 05-06-2010 | "Your Love Is My Drug" in de Vlaamse Ultratop 50 - Binnen: 05-06-2010 | "Your Love Is My Drug" in de Vlaamse Ultratop 50 - Binnen: 05-06-2010 | "Your Love Is My Drug" in de Vlaamse Ultratop 50 - Binnen: 05-06-2010 | "Your Love Is My Drug" in de Vlaamse Ultratop 50 - Binnen: 05-06-2010 | "Your Love Is My Drug" in de Vlaamse Ultratop 50 - Binnen: 05-06-2010 | "Your Love Is My Drug" in de Vlaamse Ultratop 50 - Binnen: 05-06-2010 |
| Week                                                                  | 1                                                                     | 2                                                                     | 3                                                                     | 4                                                                     | 5                                                                     | 6                                                                     | 7                                                                     | 8                                                                     | 9                                                                     | 10                                                                    |                                                                       |
| --------------------------------------------------------------------- | --------------------------------------------------------------------- | --------------------------------------------------------------------- | --------------------------------------------------------------------- | --------------------------------------------------------------------- | --------------------------------------------------------------------- | --------------------------------------------------------------------- | --------------------------------------------------------------------- | --------------------------------------------------------------------- | --------------------------------------------------------------------- | --------------------------------------------------------------------- | --------------------------------------------------------------------- |
| Nummer                                                                | 43                                                                    | 33                                                                    | 31                                                                    | 32                                                                    | 34                                                                    | 27                                                                    | 42                                                                    | 38                                                                    | 45                                                                    | 44                                                                    | uit                                                                   |